# Moreia (região)
A Moreia (em grego: Μωρέας ou Μωριάς) era o nome dado à península do Peloponeso, no sul da Grécia, durante a Idade Média e no início da Idade Moderna. Era também uma província Bizantina, conhecida como o Despotado da Moreia.

## Origens do nome
Subsistem algumas dúvidas quanto à origem do topónimo «Moreia», o qual surge pela primeira vez nas crónicas bizantinas do século X. À semelhança de muitas outras coisas nos Balcãs, estas dúvidas têm origem nas implicações políticas por detrás de cada sugestão para a origem do nome.
Há uma crença popular na Grécia actual que relaciona o topónimo com a palavra moria, que significa amoreira, uma planta comum na região. O emprego do 'o' prolongado (Μωρέα) é um argumento de peso contra esta hipótese.
As letras na palavra (especificamente, o emprego do "o" prolongado, ω) e o contexto das primeiras referências à Moreia prestam-se a comprovar a teoria de que o nome vem antes da palavra moros (μωρός), que significa "tolo, idiota", a qual era frequentemente utilizada para designar os criminosos ou os rebeldes na época bizantina. A Moreia seria, portanto, a terra dos rebeldes, um título adequado para a península, tendo em conta muita da sua história. Esta explicação, que ainda é a mais plausível entre os linguistas gregos, é hoje rejeitada pelos habitantes locais, uma vez que no grego moderno a palavra moros conservou o seu sentido, mas perdeu as conotações bizantinas.
Em 1830, o historiador austríaco Jakob Philipp Fallmerayer (1790–1861) publicou o primeiro dos seus volumes intitulados Geschichte der Halbinsel Morea während des Mittelalters ("História da península da Moreia durante a Idade Média"). Baseado na sua análise da utilização de topónimos eslavos na Grécia continental, Fallmerayer chegou à conclusão que os gregos do século XIX não tinham qualquer ligação cultural directa com os antigos gregos mas sim com os tribos eslavas que tinham invadido o território nos séculos VI e VII. Em prol desta tese Fallmerayer propôs que a palavra tinha origem na palavra eslava more (mar). A teoria de Fallmerayer caiu há muito em descrédito, e foi finalmente afastada na década de 1990 do século XX através de aprofundadas investigações genéticas.

## História

A Moreia e os estados limítrofes resultantes do desmembramento do Império Bizantino, em 1256 (William R. Shepherd, Atlas Histórico, 1911)

Depois da conquista de Constantinopla pelas forças da Quarta Cruzada, em 1204, dois grupos de Ocidentais ocuparam a Moreia. Criaram o Principado da Acaia, um pequeno estado de maioria grega governado por um autocrata Latino. Para se referirem ao Peloponeso, seguiram a prática local e utilizaram o nome Moreia.
O príncipe mais importante da Moreia foi Guilherme II de Villehardouin (1246–1278), que fortificou Mistra (Mystras), situada perto de Esparta, em 1249. Depois de derrotado na batalha de Pelagónia, em 1259, frente ao imperador Miguel VIII Paleólogo, Guilherme foi obrigado a resgatar-se a si mesmo entregando a maior parte da Moreia oriental, onde se encontravam as suas recém-construídas fortificações.
Em meados do século XIV, aquele que viria a ser mais tarde o imperador João VI Cantacuzeno reorganizou a Moreia bizantina e criou o Despotado da Moreia, normalmente governado a partir de Mistra pelo herdeiro do imperador. Os Bizantinos conseguiram reconquistar o resto da península, mas o sultão otomano Maomé II, o Conquistador, conquistou em 1460, por sua vez a totalidade da Moreia.
Quando os Otomanos, em 1669, conquistaram a Veneza a maior parte da ilha de Creta, os Venezianos, a partir de 1684, sob o comando de Francesco Morosini (que viria a ser eleito doge da cidade em 1688 e a quem viria a ser atribuído o título de "Peloponésio" pelo Senado), e em retaliação, lançaram grandes ofensivas militares por terra e mar, abarcando a totalidade do mar Egeu, visando a conquista da totalidade da península, na chamada Grande Guerra Turca. A Moreia tornou-se então território veneziano. Para capital da sua nova província os Venezianos designaram  "Napoli di Romania" (Náuplia), cidade que mais tarde se tornaria também na primeira capital da Grécia independente. Em 1715 a Moreia foi reconquistada pelo sultão Amade III, mas os Venezianos continuaram a reclamar os seus direitos às ilhas Jónicas de Corfu e de Leucas, assim como ao sul da Albânia e ao Epiro, com Butrinto, Parga, Prevesa e Vonitza até 1797, época em que Napoleão Bonaparte dominou Veneza. Depois da independência da Grécia em 1822 o antigo nome "Peloponeso" foi restaurado, e muitos topónimos forem helenizados. Assim, a Pilos actual, foi, até ao século XIX, Navarino,  e a ilha da Eubeia, Negroponte.

## Crónica da Moreia
A Crónica da Moreia, obra anónima do século XIV, relata, em mais de 9 000 linhas de verso político, o estabelecimento do feudalismo pelos Francos na Grécia continental, subsequentemente à Quarta Cruzada. A Crónica é famosa, apesar da sua imprecisão histórica, devido à sua descrição vívida da vida da comunidade feudal e da linguagem utilizada, reflectindo a transição rápida do grego medieval para o grego moderno. A Crónica, escrita originalmente em francês, sobreviveu em dois textos gregos paralelos, o Manuscrito Havniensis 57 (sécs. XIV–XV, em Copenhaga) e o Manuscrito Parisinus graecus 2898 (sécs. XV–XVI, na Bibliothèque nationale de France em Paris), e a diferença de cerca de um século entre ambos denota um número considerável de diferenças linguísticas devido à rápida evolução da língua grega.

## Referência
- Crusaders as Conquerors: the Chronicle of Morea, traduzido do grego para inglês, com notas e introdução por Harold E. Lurier, Universidade de Columbia, 1964.